# Накваша
Накваша (укр. Накваша) — село в Подкаменской поселковой общине Золочевского района Львовской области Украины.
Население по переписи 2001 года составляло 505 человек. Занимает площадь 1,594 км². Почтовый индекс — 80654. Телефонный код — 3266.

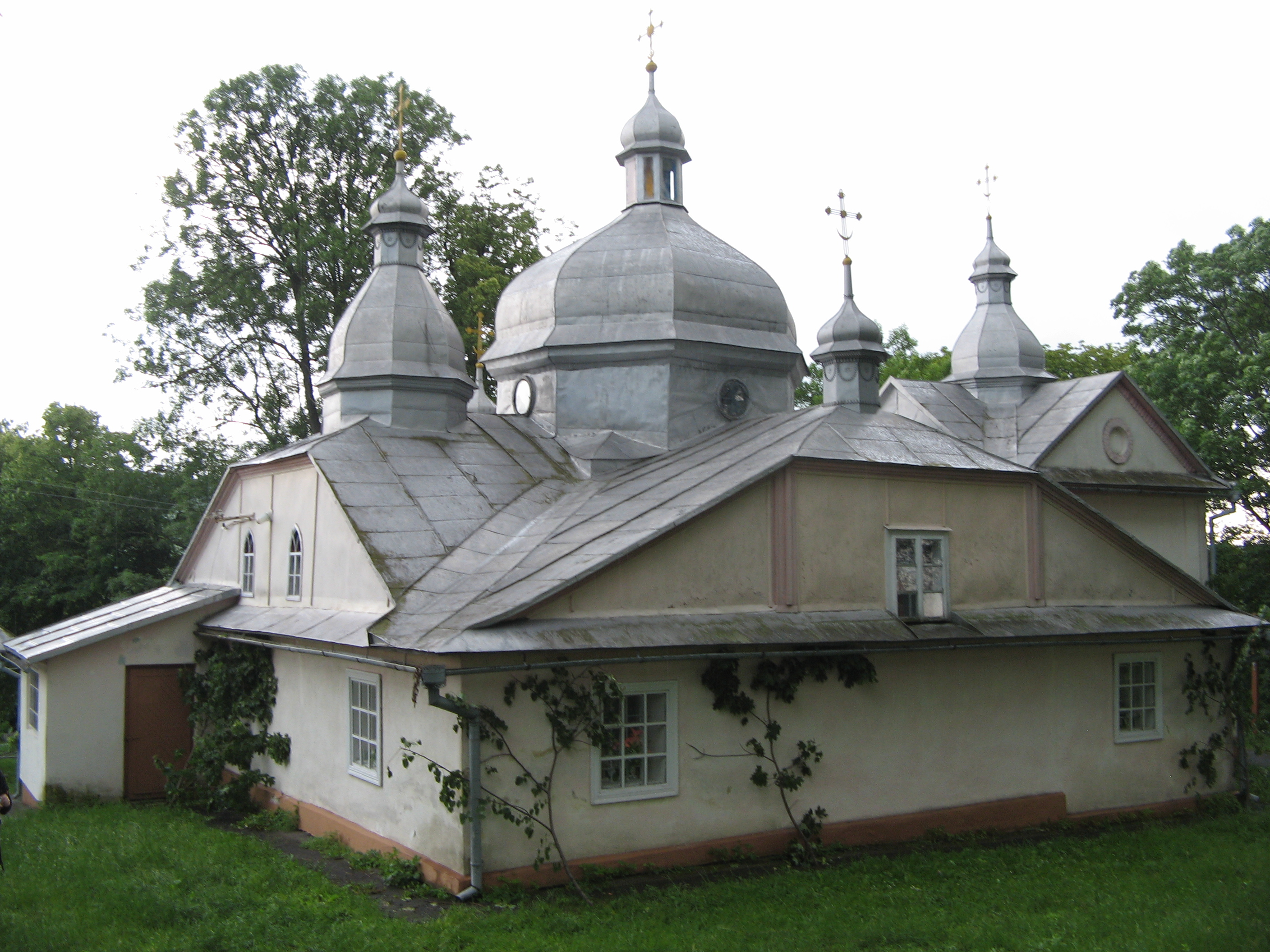
Церковь святого Георгия, 1795

## История
Первое письменное упоминание о Накваше датируется 1515 годом. В 1552 году село было частью Золочевского массива земель и принадлежало семье Гурков.